# Friday Night with Jonathan Ross
Friday Night with Jonathan Ross is een Brits komisch praatprogramma dat uitgezonden werd op BBC One van 2001 tot 2010. Het programma werd gepresenteerd door Jonathan Ross en bevatte actualiteit, drie interviews en livemuziek van de huisband 4 Poofs and a Piano en een muzikaal gastoptreden.
De eerste uitzending werd uitgezonden op 2 november 2001, met als gasten John Lydon, Neil Hannon en Tamzin Outhwaite. Er volgden 275 afleveringen, verspreid over 18 seizoenen. Het programma werd na een incident rond Ross en Russell Brand in oktober 2008 tijdelijk niet uitgezonden. Op 23 januari 2009 werden er weer nieuwe afleveringen uitgezonden tot 16 juli 2010, toen het programma stopte. Ross keerde in september 2011 terug op de televisie met het programma The Jonathan Ross Show op ITV.

## Gasten
Brits acteur Ricky Gervais en Jack Dee waren beiden acht keer te gast in het programma. De stand-upcomedian Eddie Izzard kwam zeven keer een bezoek brengen aan Jonathan Ross. Engels televisiepresentator Jeremy Clarkson en komiek Jimmy Carr waren zes keer te zien in het programma.

## Speciale afleveringen
Naast diverse kerstafleveringen waren er ook speciale afleveringen waarin een gast centraal stond:
- Friday Night with Ross and Bowie werd uitgezonden op 5 juli 2002 met David Bowie als gast.
- Friday Night with Ross and Madonna werd uitgezonden op 2 mei 2003 met Madonna als gast.
- Friday Night with Ross and Parkinson werd uitgezonden op 14 maart 2008, met Michael Parkinson als gast.
- Friday Night with Streisand and Ross werd uitgezonden op 2 oktober 2009, met Barbra Streisand als gast. Streisand had hiervoor nog nooit opgetreden op de Britse televisie.

## Prijzen
Het programma mocht drie keer een BAFTA in ontvangst nemen voor Best Entertainment Performance, namelijk in 2004, 2006 en 2007. In 2003 kreeg het programma de prijs voor Best Comedy Entertainment Programme bij de British Comedy Awards. Tevens mocht het programma tweemaal achtereen de prijs voor Best Entertainment Performance in ontvangst nemen bij de Royal Television Society Awards.